# Seeing Eye Dog
Seeing Eye Dog é o sétimo álbum de estúdio da banda Helmet, lançado a 7 de setembro de 2010.
| Críticas profissionais                                                      | Críticas profissionais |
| Avaliações da crítica                                                       | Avaliações da crítica  |
| Fonte                                                                       | Avaliação              |
| --------------------------------------------------------------------------- | ---------------------- |
| allmusic                                                                    | [ 2 ]                  |
| Rock Sound                                                                  | [ 3 ]                  |
| Esta tabela precisa de ser acompanhada por texto em prosa. Consulte o guia. |                        |

## Faixas
Todas as faixas por Page Hamilton, exceto onde anotado.
Disco 1
1. "So Long" - 3:12
2. "Seeing Eye Dog" - 4:03
3. "Welcome to Algiers" - 4:21
4. "LA Water" - 4:09
5. "In Person" - 3:06
6. "Morphing" - 3:17
7. "White City" - 3:25
8. "And Your Bird Can Sing" (Lennon, McCartney) - 2:14
9. "Miserable" - 3:24
10. "She's Lost" - 6:30

Disco 2
1. "FBLA" - 3:41
2. "See You Dead" - 3:34
3. "Milquetoast" - 4:54
4. "Swallowing Everything" - 3:54
5. "Role Model" - 3:12
6. "On Your Way Down" - 3:54
7. "Unsung" - 3:53
8. "Ironhead" - 3:11
9. "Tic" - 4:56

## Créditos
- Page Hamilton - Guitarra, vocal
- Jimmy Thompson - Guitarra
- Dave Case - Baixo
- Kyle Stevenson - Bateria